# حلالة الصفيحات الدموية
حلالة الصفيحات الدموية (PL) هو مكمل بديل للمصل البقري الجنيني (FBS) في المزرعة الخلوية التجريبية. ويتطابق ذلك مع السائل الأصفر الخفيف الذي يتم الحصول عليه من الصفيحات الدموية بعد عملية التجميد/الذوبان، التي تحتوي على كمية كبيرة من عوامل النمو اللازمة لتوسيع الخلية.

## العملية
يتم إعداد حلالة الصفيحات الدموية من الصفائح المعزولة من الدم الكامل الموزعة في كيس جمع الصفيحات الدموية القياسية. ولكن توجد بعض الاختلافات بين البروتوكولات، لكنها تشترك في خاصية التجمد في درجات الحرارة المنخفضة جدًا والذوبان في اليوم التالي. وتتكرر هذه العملية ثلاث أو أربع مرات، بينما يتم تطهير وتخزين المادة الطافية المتبقية عند 20 درجة مئوية.

## تاريخ المصدر
في عام 1991، استردت إدارة الأغذية والأدوية الأمريكية (FDA) مجموعتين كبيرتين من المصل البقري الجنيني المُعالج في الولايات المتحدة. ووصل هذا المصل من البرازيل وتم تصنيفه على أنه مصل بشري لذا لا يتعلق بوزارة الزراعة الأمريكية . إن مصدر المصل البقري الجنيني أو أي مصل آخر من الأهمية بمكان وخاصة عند شراء المصل. حيث يُحدد المصدر الآن ما إذا كانت الوسيلة العلاجية الثنائية ستحصل على الموافقة أم لا من الهيئات التنظيمية المحددة بما فيها وزارة الزراعة الأمريكية.

## المبيعات العالمية
بالإضافة إلى شركة Mill Creek Life Sciences هناك بعض الشركات من منتجي حلالة الصفيحات الدموية في الولايات المتحدة. في أوروبا، توفر شركة PL BioScience درجات مختلفة من حلالة الصفيحات الدموية بما في ذلك تحت ممارسات تصنيعية جيدة (GMP) لإستخدامها في التجارب السريرية البشرية. وقد تم اختبار حلالة الصفيحات الدموية في مختلف تطبيقات زراعة الخلايا بما في ذلك إستخدامها في نظم مفاعل حيوي المتقدمة.